# فرودگاه سدارویل
فرودگاه سدارویل (به انگلیسی: Cedarville Airport) یک فرودگاه است که یک باند فرود آسفالت دارد و طول باند آن ۱۳۴۶ متر است. این فرودگاه در کشور ایالات متحده آمریکا قرار دارد .